# Gobernadores generales de Pakistán

La bandera del gobernador general (1885–1947) llamada "Estrella de la India", incluía el escudo de armas bajo la Corona Imperial de la India, todo ello sobre la Bandera del Reino Unido que siguió hasta 1956.

El gobernador general de Pakistán era el máximo representante de la administración británica en Pakistán, cargo establecido en 1947 después de la independencia de la India. Era el representante del Monarca del Reino Unido en el país asiático, teniendo control exclusivo y siendo el máximo responsable de toda Pakistán. Este cargo fue suprimido en 1956, cuando el territorio se convirtió oficialmente en la República Islámica de Pakistán.
| Nombre              | Comienzo de mandato      | Fin de mandato           |
| ------------------- | ------------------------ | ------------------------ |
| Muhammad Ali Jinnah | 15 de agosto de 1947     | 11 de septiembre de 1948 |
| Khawaja Nazimuddin  | 14 de septiembre de 1948 | 17 de octubre de 1951    |
| Ghulam Muhammad     | 17 de octubre de 1951    | 6 de octubre de 1955     |
| Iskander Mirza      | 6 de octubre de 1955     | 23 de marzo de 1956      |

- Datos: Q5550688